# Pigen fra landevejen
Pigen fra landevejen er en amerikansk stumfilm fra 1917 af Theodore Marston.

## Medvirkende
- Violet Mersereau som Judith Ralston
- Cecil Owen som Bud Ralston
- Ann Andrews som Vera Ralston
- Alan Edwards som Boone Pendleton
- Robert F. Hill som Rayban